# Paisatge amb Apol·lo custodiant el ramat d'Admetos i Mercuri furtant-li'l
Paisatge amb Apol·lo custodiant el ramat d'Admetos i Mercuri furtant-li'l, també conegut simplement com a Paisatge amb Apol·lo i Mercuri, és un quadre realitzat pel pintor francés del barroc Claude de Lorrain. Fa 74 cm d'alt i 98 cm d'ample, i està pintat a l'oli sobre llenç. Data de 1654 i es troba a Holkham Hall (Norfolk), residència de Thomas Coke, primer comte de Leicester, que l'adquiré el 1750.

## Història

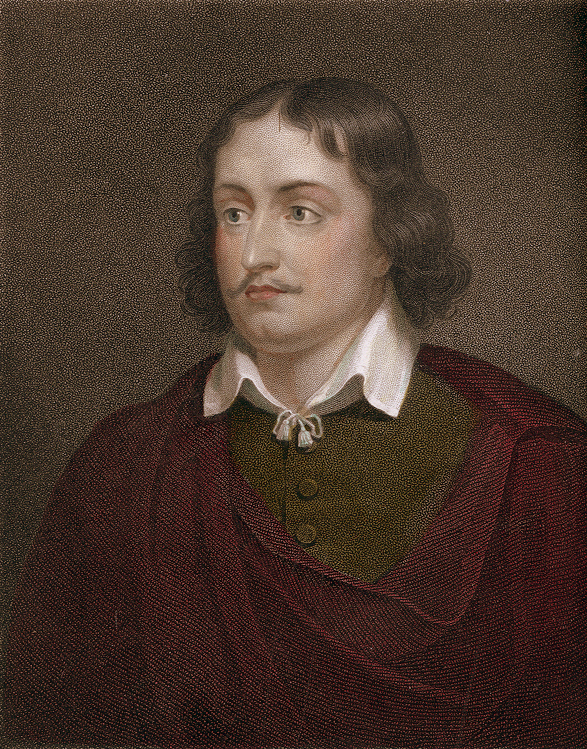
Claude Lorrain

Claudio Lorrain fou un pintor francés establert a Itàlia. Pertangué al període de l'art barroc, dins el corrent denominat classicisme, dins del qual destacà en la pintura de paisatge. En la seua obra va reflectir un nou concepte en l'elaboració del paisatge basant-se en referents clàssics —el denominat «paisatge ideal»—, que palesa una concepció ideal de la natura i del món interior de l'artista. Aquesta forma de tractar el paisatge li atorga un caràcter més elaborat i intel·lectual i esdevé el principal objectiu de la creació de l'artista, la plasmació de la seua concepció del món, evocadora d'un espai ideal, perfecte.[1]
Realitzà aquesta obra per al cavaller romà Francesco Alberini, segons una inscripció del Liber Veritatis, un quadern de dibuixos en què Claude deixava constància de totes les seues obres per evitar-ne les falsificacions.[2] Formava parella (pendant) amb Marina amb Bacus i Ariadna (1656, Arnot Art Museum, Elmira, Nova York).[3]
Thomas Coke, primer comte de Leicester, comprà el quadre al 1750, i el diposità a la seua residència d'Holkham Hall (Norfolk), on encara roman. Aquest aristòcrata fou un gran col·leccionista d'art italià —viatjà per Itàlia entre 1712 i 1718 en el que llavors es deia el grand tour—, i va reunir una gran quantitat d'obres d'art: comprà el 1717 un manuscrit de Leonardo da Vinci conegut com el Còdex Leicester, que fou adquirit per Bill Gates el 1994 per 19 milions de lliures esterlines.[4] A Holkham Hall hi ha altres obres de Lorrein com ara Paisatge amb pastors (1630-1635), Paisatge amb Argos custodiant Io (1644), Paisatge amb el suplici de Marsies (1645), Paisatge amb pastors (1646), Paisatge amb Ester entrant al palau d'Assuer (1659), Paisatge amb Hermínia i els pastors (1666), Marina amb Perseu i l'origen del corall (1673) i Paisatge amb el descans durant la fugida a Egipte (1676)...[5]
El llenç té traces d'una signatura esborrada i la inscripció Roma, 1654.[6] Figura al Liber Veritatis amb el número 135.[7]

## Descripció

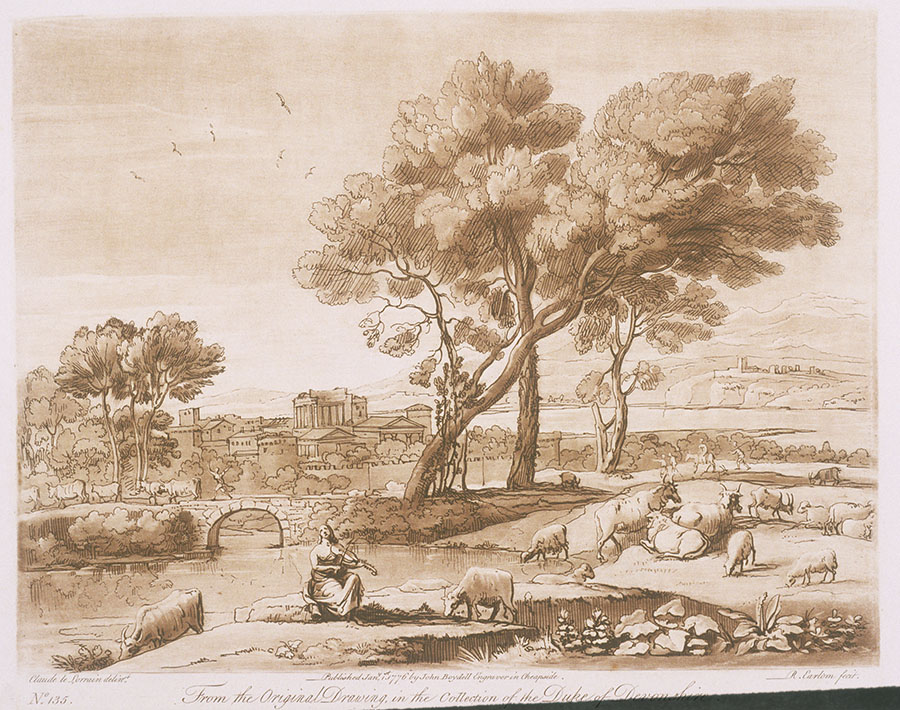
Dibuix 135 del Liber Veritatis de Claude, corresponent a aquest quadre

Aquest paisatge pertany al període de maduresa de l'artista. A partir de 1650 deriva cap a un estil més seré, de tall més clàssic, amb una influència més acusada de Domenico Zampieri. Adquireix un caràcter més escenogràfic, amb una composició més complexa i elaborada; el paisatge s'inspira cada vegada més en el camp romà i empra grandàries monumentals.[8]
El tema representat és el furt del ramat d'Apol·lo per part de Mercuri. Segons la mitologia clàssica, després de matar els ciclops Apol·lo fou obligat per Júpiter a convertir-se en pastor, per la qual cosa guardava el ramat del rei Admetos. Quan menys s'ho pensava, Mercuri, missatger dels déus, li'ls va furtar. Apol·lo no va recuperar el lloc entre els déus fins que Júpiter va ordenar a Mercuri que li'ls retornés. Claude pintà diversos quadres amb aquest tema, entre els quals destaca una altra versió del 1645, a la Galeria Doria-Pamphili, de Roma.[2]
El paisatge domina quasi tota la composició, una típica estampa del camp romà que solia representar Claude. El tema representat és un mer pretext per situar figures humanes en el paisatge plasmat per Lorrein, que era el seu veritable interés, una cosa usual en la seua producció. En primer terme, a la part inferior del quadre, apareix Apol·lo tocant el violí, al costat d'alguns caps de bestiar escampats pel camp. Darrere seu hi ha un pont que creua un rierol, sobre el qual es troba Mercuri conduint el ramat que ha robat a Apol·lo. Al centre s'alcen uns alts i majestuosos arbres, rere dels quals s'albira una ciutat d'arquitectura clàssica. Més al fons i a la dreta es veu un riu després del qual s'eleven unes muntanyes, amb el cel al fons solcat de núvols.[9]
Com a anècdota cal notar que als peus d'Apol·lo es troba una lira, un instrument musical que va inventar Mercuri per oferir-li'l a Apol·lo com a peça de pau després de furtar-li els ramats. La seua presència en el moment en què Mercuri roba els ramats és anacrònica i mostra el poc interés que per a Claude tenia la representació de persones i objectes, centrat sempre en el paisatge.[10]
Alguns detalls de la composició són semblants a una altra obra de Claude realitzada aquest mateix any, Paisatge amb Jacob, Laban i ses filles (Petworth House, Petworth, West Sussex).[7]